# Gladys Eastlake-Smith
Gladys Shirley Eastlake-Smith, także Gwendoline Eastlake-Smith, po mężu Lamplough (ur. 14 sierpnia 1883 w Lewisham, zm. 18 września 1941 w Middleham) – brytyjska tenisistka.
Podczas Letnich Igrzysk Olimpijskich w 1908 roku wywalczyła złoty medal w rywalizacji singlowej, pokonując w finale rodaczkę Angelę Greene 6:2, 4:6, 6:0. W półfinałach wygrała ze Szwedką Elsą Wallenberg, a w ćwierćfinałach wyeliminowała rodaczkę Violet Pinkney.